# Polski Gradeț, Stara Zagora
Polski Gradeț (în bulgară Полски Градец) este un sat în comuna Radnevo, regiunea Stara Zagora,  Bulgaria. 

## Demografie
Componența etnică a satului Polski Gradeț
     Bulgari (95,15%)
     Romi (3,78%)
     Nicio identificare (1,05%)
     Altele (0%)
La recensământul din 2011, populația satului Polski Gradeț era de 475 locuitori. Din punct de vedere etnic, majoritatea locuitorilor (95,15%) erau bulgari, cu o minoritate de romi (3,78%). Pentru 1,05% din locuitori nu este cunoscută apartenența etnică.